# سعيد الدوسري (لاعب كرة قدم مواليد 1987)
سعيد فهد الدوسري لاعب كرة قدم سعودي و يلعب في الظهير الأيسر .

## مسيرة اللاعب
لعب سابقاً في أندية هجر و الجيل و الجبلين .